# Schoenobius phaeopastalis
Schoenobius phaeopastalis là một loài bướm đêm trong họ Crambidae.